# Peter Wohlleben
Peter Wohlleben (født 1964) er en tysk forstkandidat og forfatter, der skriver populærvidenskabelige bøger og artikler om natur-relaterede emner.
Han er fortaler for økologisk og økonomisk bæredygtigt skovbrug.
Hans bog fra 2015, "Træernes hemmelige liv", har tiltrukket sig verdensomspændende interesse.

## Liv
Wohlleben blev født i 1964 i Bonn. I en alder af fem flyttede familien til Sinzig. Efter studentereksamen fra Rhein-Gymnasium i 1983, ønskede Wohlleben først at studere biologi, men søgte i stedet ind hos naturstyrelsen i Rheinland-Pfalz, hvilket gav ham mulighed for at tage en uddannelse fra Rottenburg skovhøjskole.
Efter sin embedseksamen i 1987, arbejdede Wohlleben først som chef for et skovbrugskontor, før han i 1991 fik en stilling som skovfoged i Hümmel skovdistrikt, der hovedsageligt blev drevet ved konventionel skovdrift. Eftersom han blev mere og mere fortrolig med sit skovdistrikt, blev han også desillusioneret over de metoder der bliver anvendt i det moderne skovbrug, bl.a. fældning af gamle træer og brug af insektgifte, og de skader som det medførte på skoven.
Efter nogen tid påbegyndte Wohlleben arbejde med at ændre skoven i sit distrikt tilbage til "urskov". Udover hans engagement i det økologiske skovbrug organiserede han bl.a. vandreure for turister og organiserede kurser for studerende, og under Wohllebens ledelse blev driften af skovdistriktet rentabel. Efter organisatoriske ændringer i skovstyrelsen og hans kritik af den klassiske skovforvaltning, flyttede Wohlleben i 2006 til en stilling som informationsmedarbejder. Han driver nu en besøgeskov som besøgsskov på vegne af Hümmel kommune.

## Forfatterskab
Wohlleben begyndte at skrive artikler og bøger om sit syn på økologi og bæredygtigt skovbrug allerede i 2007, men fik sit gennembrud i 2015 med bogen "Træernes hemmelige liv" ("Das geheime Leben der Bäume"). Efter udgivelsen blev han profileret og anmeldelser i alle større tyske aviser, inklusive skeptiske artikler i erhverspressen.
Bogen kom på forsiden af Der Spiegel og på Der Spiegels bestseller liste.
Bogen blev oversat til både engelsk og dansk i 2016.
New York Times bragte en artikel om Wohlleben i januar 2016, hvor han beskrives som en "forstmand" som har helliget sig sin karriere til at bevare skoven fremfor at producere tømmer.
Flere af hans senere bøgere er også blevet oversat til dansk
- Dyrenes hemmelige liv: Udgivet ("Das Seelenleben der Tiere") 2016, på dansk 2017
- Kan du høre træerne snakke (for børn): Udgivet 2017 ("Hörst du wie die Bäume sprechen?"), på dansk 2018
- Brugsanvisning til skoven: Udgivet 2017 ("Gebrauchsanweisung für den Wald"), på dansk 2018
- Naturens hemmelige netværk: Udgivet 2017 ("Das geheime Netzwerk der Natur"), på dansk 2019